# Liste von Persönlichkeiten der Stadt Kempten (Allgäu)
Diese Liste enthält in Kempten (Allgäu) geborene Persönlichkeiten sowie solche, die in Kempten gewirkt haben, dabei jedoch andernorts geboren wurden. Die Liste erhebt keinen Anspruch auf Vollständigkeit. 

## In Kempten (Allgäu) geborene Persönlichkeiten

### Bis 1800
- Gordian Seuter (gest. 1534), Bürgermeister von Kempten, Kaiserlicher Rat
- Johann von Faltzburg (1609–1681), Regierungsrat in Schwedisch-Pommern
- Christoph Jakob Mellin (1744–1817), Arzt und Sachbuchautor
- Michael Müller (1639–1702), evangelischer Theologe sowie Professor und Rektor an der Universität Tübingen
- Franz Georg Hermann der Ältere (1640–1689), Hofmaler des Fürststifts Kempten
- Franz Benedikt Hermann (1664–1735), Maler und Freskant
- Johann Hiebel (1691–1755), tschechischer Maler und Illustrator
- Franz Georg Hermann (1692–1768), Maler
- Balthasar Riepp (1703–1764), deutsch-österreichischer Maler
- Johann Martin Will (1727–1806), Kupferstecher und Verleger
- Johann Walch (1757–1815), Buchdrucker, Maler, Zeichner, Kupferstecher, Kartograf
- Caspar Zeller (1756–1823), Gründer eines Hamburger Handelshauses
- Johann Jakob Weidenkeller (1789–1851), Tierarzt und Agrarwissenschaftler

### 1801 bis 1850
- Georg von Forndran (1807–1866), Bürgermeister von Augsburg 1847–66, Mitglied der Bayer. Abgeordnetenkammer 1848–52
- Johann Eduard Herberger (1809–1855), Apotheker, Chemiker und Gewerbelehrer
- Rupert Jäger (1809–1851), Lehrer und Philologe in Speyer
- Marcus Joseph Müller (1809–1874), Orientalist und Hochschullehrer
- Ernst Fröhlich (1810–1882), Maler und Xylograf
- Albert von Jäger (1814–1884), Regierungsrat
- Johann Baptist Tafrathshofer (1814–1889), römisch-katholischer Priester, Pädagoge und Schriftsteller
- Daniel Bonifaz von Haneberg (1816–1876), Benediktinerabt und Bischof von Speyer
- Franz Xaver Glötzle (1816–1884), Maler, Lithograph und Verleger
- Friedrich Albert Zorn (1816–1895), Tänzer, Choreograf und Tanz-Theoretiker
- August Bernatz (1828–1905), Baumeister und Bauunternehmer
- Benedikt Mayr (1835–1902), Opernsänger und -regisseur
- Georg Birk (1839–1924), Politiker
- Friedrich Aschenauer (1849–1898), Oberamtmann

### 1851 bis 1900
- Sara von Horstig d’Aubigny (1855–1936), Malerin und Grafikerin
- Adolf Hengeler (1863–1927), Kunstmaler
- Franz Karl Hutter (1865–1924), Offizier und Afrikaforscher
- Heinrich Rippler (1866–1934), Schriftsteller, Journalist und Politiker
- Josef Ahr (1867–1931), Agrikulturchemiker
- Heinrich Gölzer (1868–1942), Politiker
- Karl von Düwell (1869–1930), königlich-bayerischer Offizier
- Wilibald Grauer (1869–1925), Konteradmiral der Reichsmarine
- Leonhard Heydecker (1871–1958), Arcjjhitekt
- Joseph Sickenberger (1872–1945), katholischer Theologe
- Philipp Haeuser (1876–1960), römisch-katholischer Pfarrer und Anhänger des Nationalsozialismus
- Otto Merkt (1877–1951), Kommunalpolitiker und Heimatforscher
- Hanns Dorn (1878–1934), Ökonom, Sozialwissenschaftler und Publizist
- Fidelis Weiß (1882–1923), Franziskanerin und Mystikerin
- Claude Dornier (1884–1969), Flugzeugkonstrukteur
- Karl Knappe (1884–1970), Bildhauer
- Otto Heydecker (1885–1960), Architekt
- Otto Ulitz (1885–1972), Politiker
- Paula Huber (1888–1966), frauenbewegte Katholikin, Fürsorgerin, Sekretärin von Ellen Ammann, älteste Schwester von Kurt Huber, wurde am 3. März 1943 verhaftet (Sippenhaft)
- Hans Christoph Ade (1888–1981), Schriftsteller
- Ernst Döring (1888–1956), Landrat
- Hermann Kraus (1888–1941), Bezirksoberamtmann bzw. Landrat des Bezirksamtes Ochsenfurt
- Josef Kuhnle (1892–unbekannt), Verwaltungsjurist
- Rudolf Zorn (1893–1966), Jurist und Politiker
- Irene Kohl (1894–1990), Schauspielerin
- Franz Kneer (1895–1935), Pilot und Flugsportler
- Kurt Friedrich Reinsch (1895–1927), österreichischer Hydrobiologe und Konstrukteur von Mikroskopen
- Max Mayr (1896–1985), Kommunalpolitiker (SPD) und Widerstandskämpfer gegen das NS-Regime
- Theodor Seibert (1896–?), Journalist und politischer Schriftsteller
- Heinz Bischoff (1898–1963), Gitarrist, Lautenist, Komponist, Herausgeber und Pädagoge
- Carl Rabus (1898–1983), Künstler
- Max Madlener (1898–1989), Hofrat, Chirurg und Chefarzt
- Hans Happ (1899–1992), Maler und Spielzeugkonstrukteur
- Michl Lang (1899–1979), Volksschauspieler

### 1901 bis 1950
- Benedikt Hummel (1901–1996), Chirurg und Hochschullehrer
- Josef Mayrhofer (1902–1962), Maler
- Walter Lennig (1902–1968), Kulturjournalist und Biograf
- Karl Saller (1902–1969), Anthropologe und Arzt
- Helge Peters-Pawlinin (1903–1981), Tänzer, Ballettpädagoge, Ballettmeister, Choreograf, Regisseur, Bühnenbildner und Maler
- Ernst Mayr (1904–2005), deutsch-amerikanischer Biologe
- Walter Braun (1905–1977), Schulleiter, Kommunalpolitiker und Heimatpfleger
- Erich Günther (1905–?), Architekt und Maler
- Albert Schöchle (1905–1998), Gärtner, Sachbuchautor und Direktor der Wilhelma und des Blühenden Barock
- Alfred Weitnauer (1905–1974), Schriftsteller, Heimatpfleger, Historiker und Volkskundler
- Alfred Kranzfelder (1908–1944), Korvettenkapitän und Widerstandskämpfer des 20. Juli 1944
- Alfred Barthelmeß (1910–1987), Biologe und Hochschullehrer
- Albert Bitterling (1910–1995), Hüttenwirt und Bergführer
- Albert Heinzinger (1911–1992), von den Nationalsozialisten verfolgter deutscher späterer Maler, Zeichner und Holzschneider
- Heinrich Winterstein (1912–1996), SS-Obersturmführer
- Hans Einsle (1914 – n. 1998), Schriftsteller
- Karl Fleischhut (1919–1980), Mundartdichter (Künstlername Korbinian)
- Otto Wanner (1919–2004), Bürgermeister der Stadt Füssen, Präsident des Deutschen Eishockey-Bundes
- Heinz Herrmannsdörfer (1923–1999), Musiker, Komponist und Arrangeur
- Friedrich Spengelin (1925–2016), Architekt, Stadtplaner und Hochschullehrer
- Helmut Faissner (1928–2007), Physiker
- Albert Kleemaier (1928–1992), Bergsteiger und Kletterer
- Karl Braun (* 1930), Geistlicher, Bischof von Eichstätt, Erzbischof von Bamberg
- Ignaz Kiechle (1930–2003), Politiker (CSU), Bundesminister
- Guido Weber (1930–2015), Schauspieler, Kabarettist, Journalist und Hörspielsprecher
- Werner Hofmann (1931–2016), Kirchenjurist
- Franz Meier (1933–2020), Maler
- Hubert Rabini (1933–1995), Landrat des Landkreises Oberallgäu
- Ewald Daltrozzo (* 1937), Chemiker und Hochschullehrer in Konstanz
- Gerhard Kisel (* 1938), Marketing-Direktor und Geschäftsführer von 4P Nicolaus in Kempten, Präsident von ECMA
- Manfred Poschenrieder (1938–2023), Sandbahn- und Speedway-Rennfahrer
- Günter Wirth (* 1940), Politiker (SPD)
- Hannelore Siegel, geb. Suppmayr (1941–2016), Landwirtin und Mitglied des Bayerischen Senats
- Georg Girardet (* 1942), Jurist und Verwaltungsbeamter
- Christian Grovermann (1943–2022), Fotograf
- Horst Heilmann (* 1944), Kunstmaler
- Gerrick Freiherr von Hoyningen-Huene (* 1944), Rechtswissenschaftler
- Georg Meggle (* 1944), Philosoph
- Reinhild Ruban (* 1944), Juristin
- Felizitas Mentel (* 1946), Künstlerin
- Dieter Rucht (* 1946), Soziologe
- Chris Karrer (1947–2024), Musiker und Komponist
- Thom Argauer (1948–1999), Musiker und Maler
- Heide Schmidt (* 1948), österreichische Politikerin
- Gerhard Wucherer (* 1948), Leichtathlet
- Madeleine Lierck (* 1949), Schauspielerin
- Uschi Reich (* 1949), Filmproduzentin
- Josef Mayr (* 1950), Kommunalpolitiker (CSU) und Postbeamter

### Ab 1951
- Karl Heinz Bierlein (* 1951), evangelisch-lutherischer Pfarrer
- Bernadette Mayr (* 1952), Patchwork- und Quilt-Künstlerin
- Peter Scholz (* 1952), Diplomat
- Detlef Untermann (* 1952), Journalist und Kommunikationsmanager
- Wilhelm Huber (* 1954), Architekt
- Stefanie Gropper (* 1957), Literaturwissenschaftlerin und Skandinavistin
- Jürgen Tomicek (* 1957), Karikaturist
- Thomas Kreuzer (* 1959), Politiker (CSU), Bayer. Staatsminister
- Walter Müller (* 1959), Spieleautor
- Günther Dollinger (* 1960), Physiker
- Gerd Gradwohl (* 1960), Skiläufer
- Alfons Hörmann (* 1960), Manager und Sportfunktionär
- Susanne Mischke (* 1960), Schriftstellerin und Drehbuchautorin
- Franz Engstler (* 1961), Rennfahrer
- Gerhard Immler (* 1961), Archivar und Historiker
- Jörg Maria Ortwein (* 1961), Saxofonist, Musikpädagoge, Bildungswissenschaftler sowie Hochschulleiter
- Thomas Feldkamp (* 1962), Schauspieler
- Thomas Gleixner (* 1962), Programmierer
- Alexander Hold (* 1962), Richter, TV-Seriendarsteller, Politiker (Freie Wähler), MdL
- Silvia Schmitt (* 1962), Handballspielerin
- Nicola Förg (* 1962), Reisejournalistin und Schriftstellerin
- Karl Morasch (* 1963), Wirtschaftswissenschaftler
- Sybil Schreiber (* 1963), Autorin
- Florian Grimm (* 1984), Begleitläufer (Guide) des blinden Biathleten Wilhelm Brem
- Robert Haas (* 1964), Komponist und Liedermacher
- Oliver Jahraus (* 1964), Germanist und Literatur-, Kultur- und Medienwissenschaftler
- Elmar Giglinger (* 1965), Journalist
- Marianne Kreuzer (* 1965), Sportjournalistin und Fernsehmoderatorin
- Dieter Lohr (* 1965), Schriftsteller und Hörbuch-Verleger
- Hadwiga Schörner (* 1965), Archäologin
- Stefan Straßer (* 1965), Improvisationsmusiker und Klangkünstler
- Christian Abt (* 1967), Automobilrennfahrer und Unternehmer
- Dominik Spitzer (* 1967), Politiker (FDP), MdL
- Christine Marek (* 1968), österreichische Politikerin
- Stephan Thomae (* 1968), Politiker (FDP), Bundestagsabgeordneter
- Alexander Wöll (* 1968), Slawist und Hochschullehrer
- Michael Fellmann (* 1969), Segler
- Markus Kennerknecht (1970–2016), Politiker (SPD)
- Volker Klüpfel (* 1971), Krimiautor
- Dieter Frey (* 1972), Fußballspieler
- Thomas Wohlfahrt (* 1972), Sänger
- Michael Kobr (* 1973), Krimiautor
- Sven Kroner (* 1973), Künstler und Hochschullehrer
- Markus Alexander Müller (* 1973), Theaterintendant
- René Zeh (* 1973), Künstler
- Christian Ludwig Mayer (* 1974), Pianist und Komponist
- Johannes Mayr (* 1974), Hörspielregisseur, Rundfunkautor und Musiker
- Markus Schneider (* 1974), Kaufmann, Hochschullehrer für Logistik
- Liane Forestieri (* 1975), Schauspielerin
- İlhan Mansız (* 1975), türkischer Schauspieler, Fußballspieler und Eiskunstläufer
- Murat Parlak (* 1975), Komponist, Pianist und Sänger
- Robert Schön (* 1975), Moderator, Autor und Schauspieler
- Daniel Mark Eberhard (* 1976), Hochschullehrer, Musikpädagoge, Musiker
- Frank Gerster (* 1976), Fußballspieler
- Rainer von Vielen (* 1977), Musiker
- Joachim Konrad (* 1978), Politiker (CSU)
- Elmar Romanesen (* 1978), Handballspieler und -trainer
- Anne-Theresa Møller (* 1981), Opernsängerin
- Matthias Schriefl (* 1981), Jazzmusiker
- Peter Terting (* 1984), Profirennfahrer
- Thomas Rathgeber (* 1985), Fußballspieler
- Daniel Manz (* 1987), Taekwondokämpfer
- Lisa Brennauer (* 1988), Radrennfahrerin
- Manuel Müller (* 1989), Biathlet
- Michael Schwarzmann (* 1991), Radrennfahrer
- Daniel Abt (* 1992), Automobilrennfahrer
- Paul Brändle (* 1992), Jazzmusiker
- Roxanne Dufter (* 1992), Eisschnellläuferin
- Anne Fühner (* 1995), Fußballspielerin
- Kilian Hampel (* 1995), Organisations- und Jugendforscher
- Florian Geißelmann (* 2004), Schauspieler

## Bekannte Einwohner von Kempten
- Primož Trubar (1508–1586), evangelischer Reformator und Bibelübersetzer, Pfarrer an der St. Mang-Kirche 1553–1561
- Ottmar Stab († 1585), evangelischer Pfarrer an der St. Mang-Kirche, Nachfolger von Primož Trubar
- Anna Maria Schwegelin (1729–1781), 1775 als letzte „Hexe“ in Deutschland zum Tode verurteilt
- Carl von Linde (1842–1934), Ingenieur, Erfinder und Gründer der Linde AG
- Johann Georg Grimm (1846–1887), Landschaftsmaler
- Franz Sperr (1878–1945), Gesandter der bayerischen Regierung in Berlin und Widerstandskämpfer des 20. Juli 1944
- Franz Xaver Unterseher (1888–1954), Maler und Medailleur
- Josef Hengge (1890–1970), Maler
- Siegfried Sambs (1912–2001), Maler und Grafiker
- Sören Kam (1921–2015), Angehöriger der dänischen SS-Einheiten und gesuchter NS-Kriegsverbrecher
- Hansheinrich Schmidt (1922–1994), Politiker (FDP), Bundestagsabgeordneter
- Dieter Lattmann (1926–2018), Politiker (SPD), Schriftsteller
- Reinhard Furrer (1940–1995), Physiker und Astronaut, in Kempten aufgewachsen und auf dem Evangelischen Friedhof begraben
- Heidi Lück (* 1943), Politikerin (SPD)
- Franz-Rasso Böck  (* 1957), Historiker und Archivar
- Martin Farkas (* 1964), Kameramann und Filmregisseur
- Michael Peinkofer (* 1969), Autor, Filmjournalist und Übersetzer
- Daniel Mark Eberhard (* 1976), Professor für Musikpädagogik und Musikdidaktik, Jazzmusiker